# Einführung in das Christentum
Einführung in das Christentum ist ein Buch von Joseph Ratzinger (des späteren Papstes Benedikt XVI.), das 1968 im Kösel-Verlag erschien. Es wurde in 23 Sprachen übersetzt, mehrfach neu aufgelegt und gehört zu den einflussreichsten Texten der jüngeren Theologiegeschichte. Es gilt als „Weltbestseller“ und als das berühmteste Werk Ratzingers.

## Geschichte
Das Buch entstand aus einer Studium-generale-Lehrveranstaltung Ratzingers aus seiner Zeit als Lehrstuhlinhaber für katholische Dogmatik an der Katholisch-Theologischen Fakultät  an der Eberhard Karls Universität Tübingen im Sommersemester 1967. Das Buch legt die Grundlagen zu einer neuartigen theologischen Bibelexegese, die auf dem von Joseph Ratzinger mitverfassten Dokument Dei verbum des Zweiten Vatikanischen Konzils (1962–1965) basiert und zwei ganz unterschiedliche Weisen von Hermeneutik, die Auslegung des Glaubens und die historisch-kritische Auslegung, miteinander verbindet. Diese Bibelexegese wird in seinem 2007 und 2011 als Papst in zwei Bänden veröffentlichten Jesus-Buch, deren einige Gedanken in Einführung in das Christentum wurzeln, voll entfaltet.

## Inhalt

### Vorwort
In seinem Vorwort stellt Ratzinger eine Betrachtung über die theologische Bewegung der letzten Jahrzehnte an. Er vergleicht die Gläubigkeit mancher Theologen, dass das Neue auch immer das Bessere sein muss, mit dem Kinder- und Hausmärchen vom Hans im Glück. Wie der arme Hans, der am Ende des Märchens anstatt des ursprünglichen Goldklumpens einen Schleifstein in den Händen hält, hat sich auch der arme Christ von einer Interpretation zur anderen Interpretation führen lassen, um am Ende eine vermeintliche Befreiung von allen überflüssigen Riten und Kult zu erhalten.
Er selbst stellt sein Buch in eine besondere Bedeutungslinie zu Das Wesen des Katholizismus, einem Werk aus dem Jahr 1924 von Karl Borromäus Adam, einem seiner Vorgänger am Lehrstuhl in Tübingen. Er wolle Adams Werk „unter den veränderten Bedingungen unserer Generation von neuem“ versuchen.

### Haupttext
Das Buch ist in vier Hauptteile gegliedert:
- Einführung
- Gott
- Jesus Christus
- Der Geist und die Kirche

Die Absicht des Buches sei, „den Glauben an Gott neu zu verstehen, ohne ihn umständlich auszulegen oder ummünzen zu müssen, was oft in ein Gerede mündet, das nur mühsam eine völlige geistige Leere verdeckt.“
Dazu charakterisiert der Autor den christlichen Glauben von verschiedenen Aspekten her:
„Christlicher Glaube ist demnach die nicht auf Wissen reduzierbare, dem Wissen inkommensurable Form des Standfassens des Menschen im Ganzen der Wirklichkeit, die Sinngebung, ohne die das Ganze des Menschen ortlos bliebe, die dem Rechnen und Handeln des Menschen vorausliegt und ohne die er letztlich auch nicht rechnen und handeln könnte, weil er es nur kann im Ort eines Sinnes, der ihn trägt.“
„Der christliche Glaube ist mehr als Option für einen geistigen Grund der Welt, seine zentrale Formel lautet nicht »Ich glaube etwas«, sondern »Ich glaube an Dich«. Er ist Begegnung mit dem Menschen Jesus und erfährt in solchem Begegnen den Sinn der Welt als Person. […] Christlicher Glaube lebt davon, daß es nicht bloß objektiven Sinn gibt, sondern, daß dieser Sinn mich kennt und liebt […] So ist Glaube, Vertrauen und Lieben letztlich eins, und alle Inhalte, um die der Glaube kreist, sind nur Konkretisierungen der alles tragenden Wende, des »Ich glaube an Dich« – der Entdeckung Gottes im Antlitz des Menschen Jesus von Nazareth.“
„Christlicher Glaube ist nicht bloß Rückblick auf das Geschehene, Verankerung in einem zeitlich hinter uns liegenden Ursprung […] Er ist vor allen Dingen auch Blick nach vorn, Ausgriff der Hoffnung. […] Sie ist wahre Hoffnung eben dadurch, daß sie im Koordinatensystem aller drei Größen steht: der Vergangenheit, das heißt des schon geschehenen Durchbruchs – der Gegenwart des Ewigen, die die zertrennte Zeit als Einheit läßt – des Kommenden, in dem Gott und Welt einander berühren werden und so wahrhaft Gott in Welt, Welt in Gott als das Omega der Geschichte sein wird.“
In dem Buch kommt – wie auch in vielen weiteren Schriften Ratzingers – häufig der Philosoph Martin Heidegger zu Wort.
Zusammenfassend wird aus den Formeln des apostolischen Glaubensbekenntnisses die Summe christlicher Theologie herausgestellt. Das Werk geht in die innere Mitte des Glaubens an Jesus Christus, beschreibt deren wesentliche Inhalte, Struktur, Entstehung und Bedeutung aus theologischer, philosophischer und historischer Sicht.

## Rezeption
Das Buch startete 1968 mit einer Auflage von 4500 Exemplaren, 1969 waren bereits 45.000 verkauft. Es wurde in 23 Sprachen übersetzt.
Der evangelische Theologe Helmut Gollwitzer schrieb in seinem Geleitwort zur Taschenbuchausgabe der Einführung in das Christentum: „Ratzingers Buch ist ein Dokument der stürmischen ökumenischen Niederlegung alter Barrieren. … Der Leser, wo er selbst auch stehen möge, bekommt verständlich gemacht, wie christlicher Glaube sich unter den geistigen Bedingungen unserer Zeit darstellt, was Glaube im biblischen Sinne ist.“
Im Jahr 2023 veröffentlichte der katholische Theologe Manfred Lütz  – nach Zustimmung durch den emeritierten Papst – eine überarbeitete vereinfachte Fassung mit dem Titel Kurze Einführung in das Christentum für alle.

## Ausgaben
- Einführung in das Christentum. Vorlesungen über das Apostolische Glaubensbekenntnis. Kösel-Verlag, München 1968, ISBN 3-8289-4932-0.
- Einführung in das Christentum. Bekenntnis – Taufe – Nachfolge (= Joseph Ratzinger Gesammelte Schriften. Band 4). Herder, Freiburg im Breisgau 2014, ISBN 978-3-451-34141-0.